# Исак Бејтиа
Исак Луис Бејтиа Ласо (шп. Isaac Luis Beitía Lasso; Панама Сити, 8. август 1995) панамски је пливач чија ужа специјалност су спринтерске трке слободним стилом. Вшеструки је национални првак и рекордер у тркама слободним стилом у великим и малим базенима.  

## Спортска каријера
Бејтиа је дебитовао на међународној пливачкој сцени на Светском првенству у малим базенима у Дохи 2014. где није остварио неке запаженије резултате. Четири године касније, на првенству у кинеском Хангџоуу 2018. успео је да исплива неколико личних рекорда. 
На светским првенствима у великим базенима је дебитовао у корејском Квангџуу 2019. где је наступио у квалификационим тркама на 50 слободно (63) и 100 слободно (58. место). Две недеље касније по први пут је учествовао на Панамеричким играма које су те године одржане у Лими где је пливао у финалним тркама штафета на 4×100 слободно и 4×100 мешовито.  